# 宮池克人
宮池 克人（みやいけ よしひと、1946年9月5日 - ）は、日本の土木技術者、実業家、工学博士。中部電力代表取締役副社長を経て、2022年6月まで中日本高速道路代表取締役社長CEO。

## 来歴・人物
愛知県出身。1971年名古屋大学大学院工学研究科土木工学専攻修了、中部電力入社。1989年名古屋大学工学博士。2001年取締役土木建築部長。2003年取締役発電本部土木建築部長。2005年常務取締役執行役員環境・立地本部長。2007年代表取締役副社長執行役員。2013年顧問。
2014年から中日本高速道路代表取締役社長CEOを務め、笹子トンネル天井板落下事故を受け安全対策を進めた。2015年には同事故に関し横浜地方裁判所（市村弘裁判長）で4億余りの損害賠償を命じる判決が出されたことを受け、「犠牲者に心からおわび申し上げる」と謝罪を表明し、中日本高速道路側からの控訴は行われなかった。2022年6月に退任。